# Alfons Maria Lins

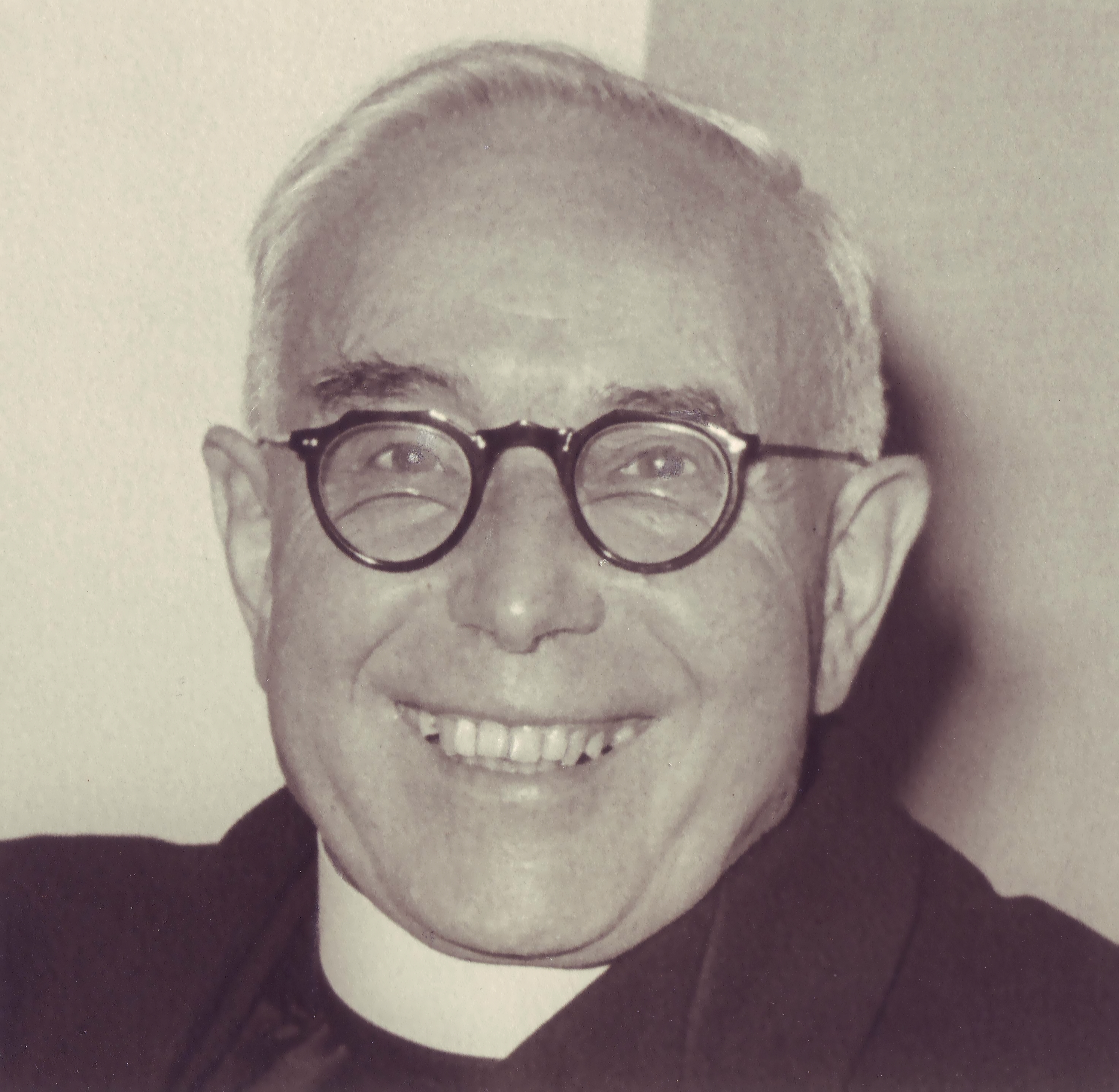
Pfarrer Alfons Maria Lins im Jahr 1954 in Bad Orb

Alfons Lins, vollständig Alfons Maria Josef Lins (* 6. Dezember 1888 in Wachstedt/Eichsfeld, Thüringen; † 4. Februar 1967 in Bad Orb, Hessen) war ein deutscher römisch-katholischer Theologe und Priester,  charismatischer Führer der Bündischen Jugend, Förderer der Liturgischen Bewegung in der römisch-katholischen Kirche im deutschsprachigen Bereich, Schriftsteller und Pfarrer in Bad Orb.

## Leben

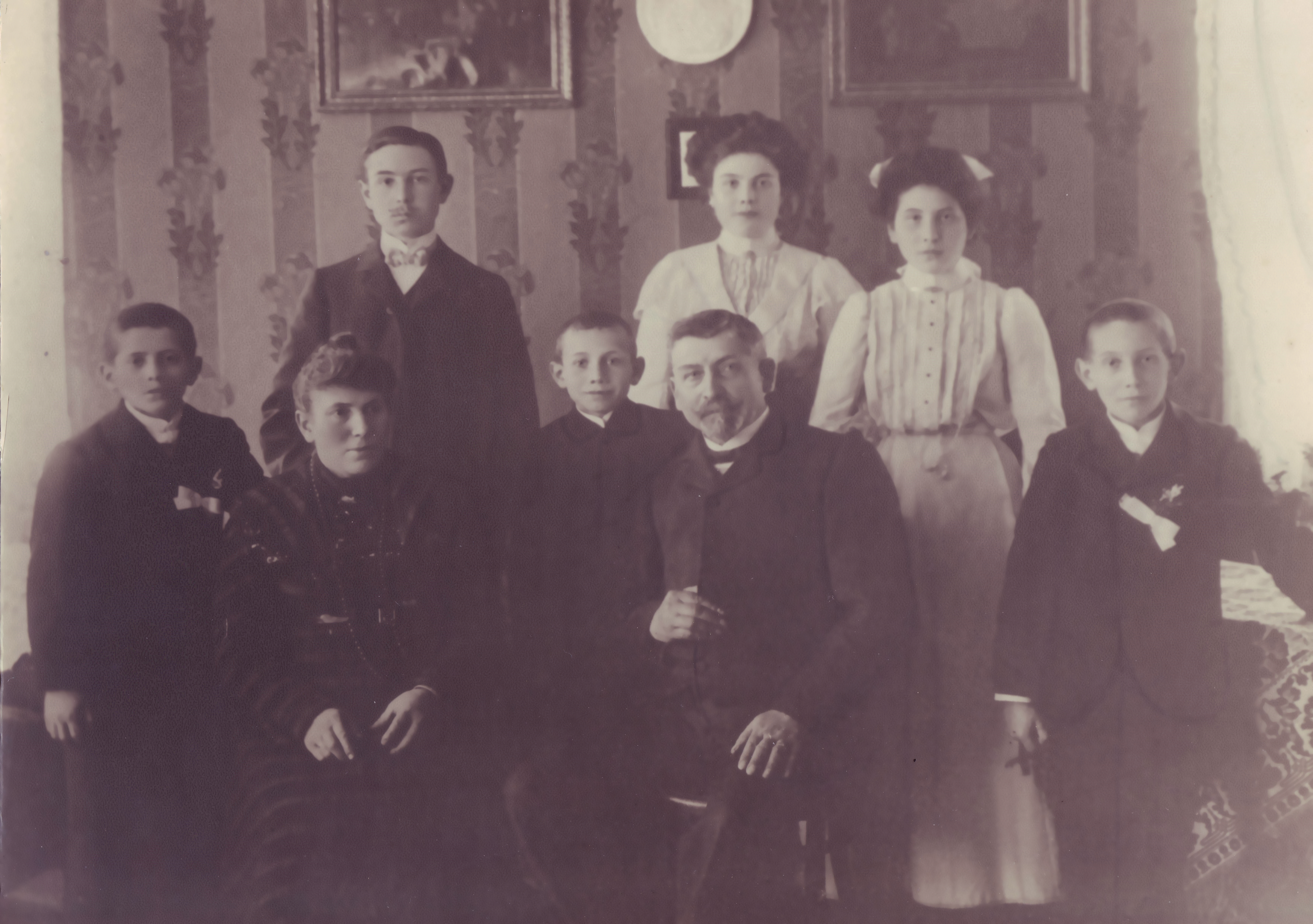
Familienportrait der Familie Lins (Eltern und Geschwister), Alfons Lins (obere Reihe, links)

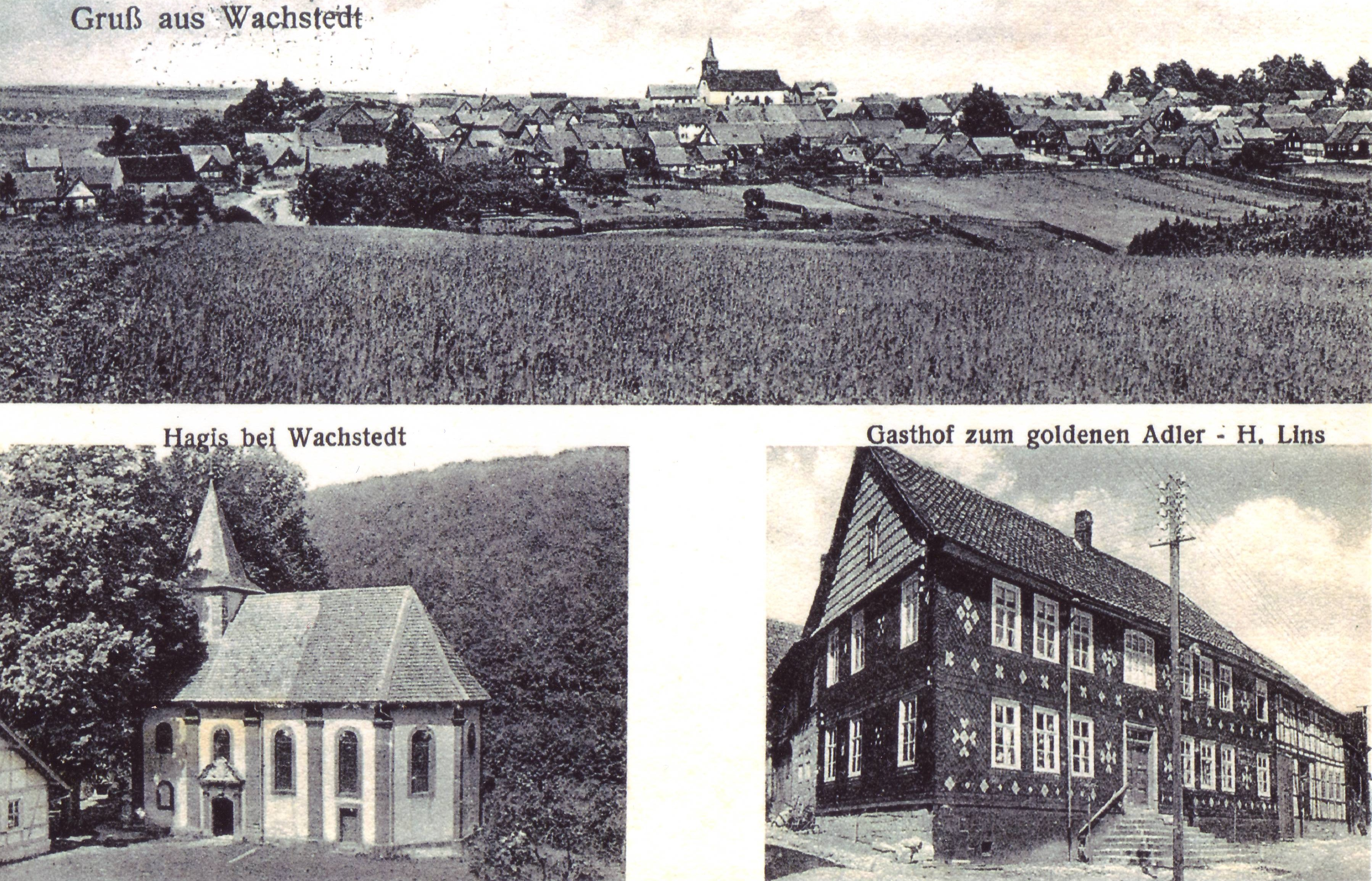
Historische Ansichtskarte von Wachstedt, rechts unten das Elternhaus von Pfarrer Lins

Alfons Maria Lins wurde als erstes von sechs Kindern des Gast- und Landwirtes Karl Lins († 1924) und seiner Frau Ida geb. Müller in Wachstedt/Eichsfeld geboren, wo er bis zu seinem sechsten Lebensjahr aufwuchs. Mit seiner Großmutter Genovefa Lins zog er 1894 zu seinem Onkel, dem Pfarrer Hermann Lins, nach Allendorf a. d. Werra und besuchte dort die Volksschule. Im Oktober 1899 übernahm Onkel Hermann Lins die Pfarrei in Rinteln a. d. Weser, wo Alfons das Gymnasium besuchte. In diesem sehr kirchlich geprägten Haus, in dem seine unverheiratete Tante Anna Lins und seine Großmutter den Haushalt führten, verbrachte Alfons etwa 8 Jahre. Hier in Rinteln wechselte er ab 1900/1901 direkt in die Quinta (2. Klasse des Gymnasiums) des Gymnasiums Ernestinum. Mit dem Abitur schloss er am 19. Februar 1908 dort die Schule ab.

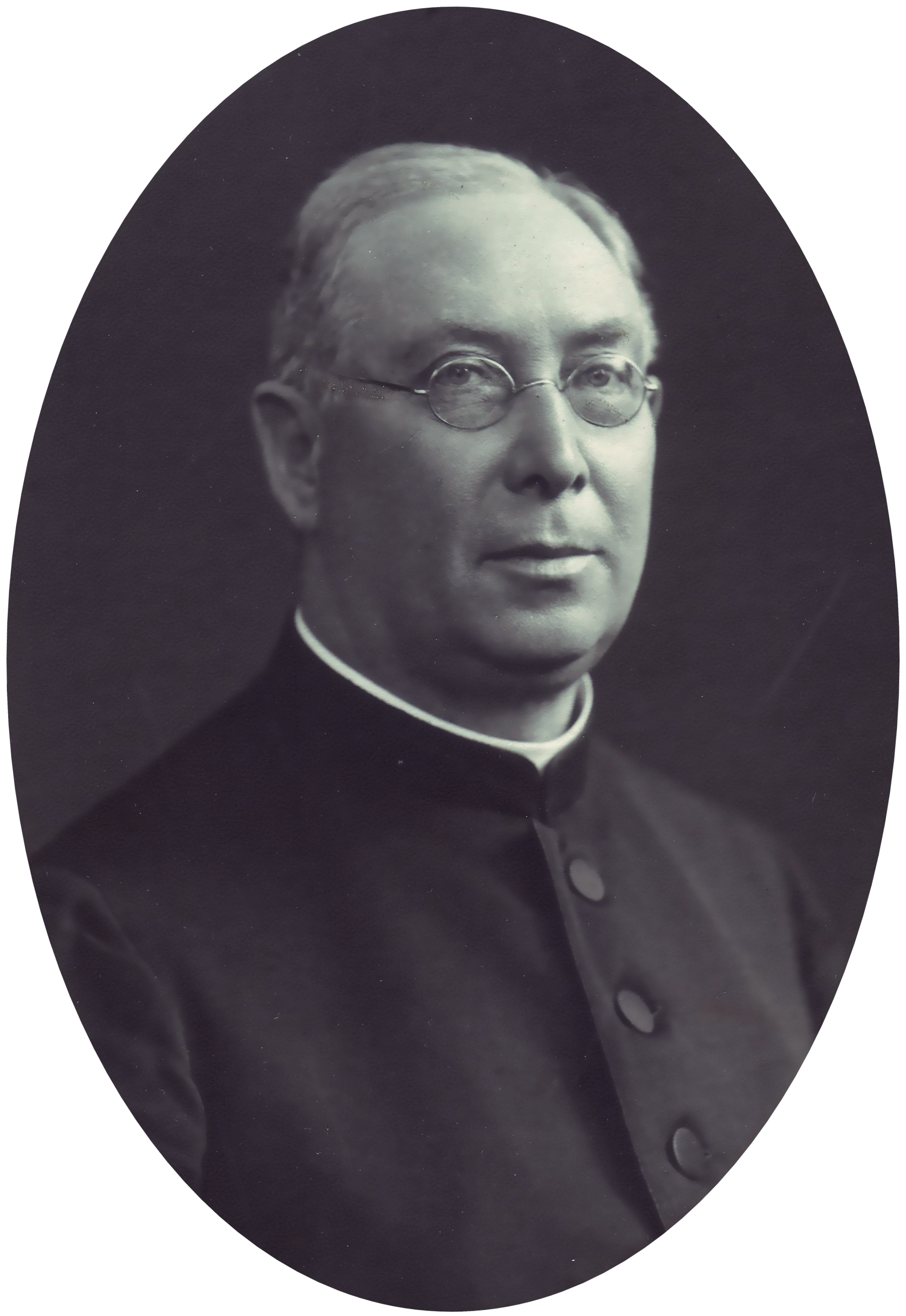
Pfarrer Hermann Lins, Onkel von Alfons Lins, in Rinteln

Lins studierte an der Theologischen Fakultät Fulda Theologie und wurde bereits nach 4 Jahren, am 1. Juni 1912, von Bischof Joseph Damian Schmitt dort zum Priester geweiht. Am 2. Juni 1912 feierte er in Rinteln seine Primiz. Nach Durchlaufen einiger Zwischenstationen in Bad Orb, Frankfurt-Bockenheim, Fulda und Schlüchtern wurde er schließlich 1931 Pfarrer in Bad Orb. Hier entfaltete er seine dreieinhalb Jahrzehnte währende Wirksamkeit. Alfons Maria Lins starb 1967 in Bad Orb. Seine Grabstätte befindet sich auf dem dortigen Friedhof. Sein Nachfolger als Pfarrer von Bad Orb wurde Johannes Kapp.

## Wirken

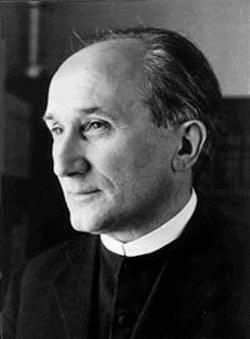
Romano Guardini um 1920

Seine erste Kaplanstelle hatte Alfons Lins von 1912 bis 1915 in Bad Orb. Hier gab er an der Schule, wie damals üblich, auch Latein- und Religionsunterricht. Es folgte von 1915 bis 1919 eine zweite Kaplanstelle in Frankfurt-Bockenheim. In dieser schwierigen, von Hunger gekennzeichneten Kriegs- und Nachkriegszeit sammelte Kaplan Lins, mit den Jugendlichen seiner Gemeinde, vor Frankfurter Kinos Spenden für die hungernde Bevölkerung.
Es folgte 1919 eine kurze, aber bedeutende Episode als Assistent im Bischöflichen Konvikt in Fulda, mit einer sich anschließenden sechsjährigen Tätigkeit als Hausgeistlicher im Herz-Jesu-Heim (damals Heim für Kriegsversehrte), von 1919 bis 1925, ebenfalls in Fulda. In dieser Zeit liegt der Beginn seiner ein Leben lang währenden engagierten Jugendarbeit. Alfons Lins wirkte bei der Gründung des Bundes Neudeutschland (ND) mit. Dabei taucht erstmals seine Charakterisierung als „Linskaplan“ auf, eine prägnante verbands- und politische Titulierung. Seine dabei eingeleiteten Kontakte zu und die Zusammenarbeit mit dem Jesuitenpater Ludwig Esch, dem Gründervater des ND, Romano Guardini und Heinrich Kahlefeld, den Förderern des Quickborn, währten ein Leben lang. Auf Burg Rothenfels, dem geistlichen Zentrum des Quickborn, begegnete er auch erstmals Leo Weismantel, einem Dichter, Pädagogen und Kulturschaffenden (von der US-Behörde 1945 als bayerischer Kultusminister vorgesehen). Mit ihm blieb Lins auch noch später als Pfarrer in Bad Orb vielfältig verbunden.
Alfons Lins gehörte zu den geistlichen und geistigen Führern des ND und war Herausgeber/Verfasser des Mitteilungsblattes „Leuchtturm“. Nach der Abtrennung der Gruppe der Normannsteiner vom ND im August 1924 war Lins einer der herausragenden Köpfe dieser Formation und Verfasser von deren Mitteilungsschrift „Heerfahrt“.
Von 1925 bis zum Antritt der Pfarrstelle in Bad Orb 1931 war Lins selbständiger Kurat in Schlüchtern. Alfons Lins war Nachfolger von Stadtpfarrer Adolf Dehler. In Bad Orb wirkte Pfarrer Lins 36 Jahre lang vielfältig und maßgeblich in allen Sparten des bürgerlichen Lebens der Stadt wie der Region. In der Zeit, und noch bis 1934, war Georg Wilhelm Henkel, der Schöpfer des Orber Liedes, Organist und Chorleiter in Orb. Eine seiner ersten sichtbaren Spuren hinterließ er durch eine gründliche Restaurierung der Martinuskirche (1935 bis 1938 in der Zeit des Nationalsozialismus). In diesem Rahmen wurde der barocke Altar entfernt und das wertvolle gotische Altarbild von 1440 installiert. 1956 konnte das Bild dann um die bis dahin fehlenden Seitenflügel ergänzt werden. Der wiederhergestellte gotische Gesamteindruck der Kirche entsprach der auch von Lins vertretenen positiven Einstellung der Normannsteiner zur Gotik mit ihrer angenommenen Mystik und Glaubensfestigkeit. Ein anderer Ausfluss dieser Prägung, insbesondere des Austausches mit Romano Guardini, waren die von Lins in Orb praktizierten liturgischen Neuerungen. Beispielhaft war hier die Einführung der deutschen Sprache lange vor der Liturgiereform durch das Zweite Vatikanische Konzil, die sein Freund Heinrich Kahlefeld maßgeblich gestaltete. Bereits 1938 veröffentlichte Lins im Verlag Göb, Bad Orb eine „Gemeinschaftsmesse“.
Eine Belebung der Kulturszene Bad Orbs brachte Lins durch seine Theaterproduktionen mit Laiendarstellern. Zu den aufgeführten Stücken zählten z. B. „Peter von Orb“ oder „das Opfer Abrahams“ von Ludwig Nüdling. Gespielt wurde im Pfarrsaal oder auch im Turnsaal der Volksschule. Auch „Bonifatius und die Donareiche“, „Die Hl. Elisabeth von Thüringen“ und „Die Türken unter Sultan Soliman im Jahre 1529 vor Wien“ standen auf dem Programm. Die Inszenierungen waren Teil der Strategie von Pfarrer Lins, geistige Akzente gegen die Nazipropaganda zu setzen. Nach dem Krieg kamen mit „Das Heil der Welt“ von Calderon, „Jedermann“ von Hugo von Hofmannsthal oder „Parsival“ erheblich größere und dramatisch anspruchsvollere Stoffe auf die Bühne. Die Aufführungen fanden jetzt als Freilichtaufführungen auf dem Marktplatz oder vor der Martinuskirche statt. Alle diese Aktivitäten kennzeichnen Lins als einen Kulturschaffenden, der seine Liebe zu Bad Orb in einem legendären Bonmot formulierte: „Das ist mein gelobtes Land“.

## Weitere Spuren/Erinnerungen
- Zum Gedenken an seine im Krieg gefallenen Normannsteiner Verbandsbrüder weihte A. Lins am 12. September 1948 die in der Nähe des Fuldaer Hauses in der Rhön stehende Normannsteiner Kapelle ein. Jedes Jahr im September wird dort ein Gottesdienst zur Erinnerung an die Normannsteiner gefeiert.
- Am Kasselberghang in Bad Orb ließ Lins 1949 ein Kreuz für die Gefallenen der Kriege errichten und weihte es ökumenisch, gemeinsam mit dem evangelischen Pfarrer, ein.
- In dem nahen, nach dem Krieg neu für Aussiedler erbauten Dorf Lettgenbrunn wurde auf seine Initiative eine Doppelkirche für beide Konfessionen errichtet, die er im Jahr 1954 mit seinem evangelischen Mitbruder einweihte. Die Kirche Lettgenbrunn ersetzte eine bis dahin als Simultankirche genutzte Nissenhütte.
- Die große Zahl von fast 50.000 Kurgästen jährlich erforderte 1962 einen Kirchenneubau in Bad Orb, den A. Lins mit der Michaelskirche realisierte und den er weihte.[10]
- Der Neubau des Pfarrgemeindezentrums 1963, später nach ihm „Alfons-Lins-Haus“ genannt, ist das letzte von Lins betriebene Bauprojekt.

## Werke (Auswahl)
- Mein lieber Junge. Fuldaer Actiendruckerei, 1920.
- Wiltrud und Gottfried. Ein Briefwechsel. Dümmlers-Verlag, Bonn 1922.
- Ins Leben! – Briefe an werdende Männer. Verlag Hermann Rauch, Wiesbaden 1924.
- Frohe Fahrt. Verlag Hermann Rauch, Wiesbaden 1925.
- Aus Neudeutschlands Werden. Gesammelte Aufsätze. Aufsätze aus dem „Leuchtturm“. Fuldaer Actiendruckerei, 1924.
- Gemeinschaftsmesse. Verlag Göb, Bad Orb 1938.
- Im geistlichen Kindergarten – Kinderpredigten. Bd. 1. Fuldaer Actiendruckerei.
- Ein Kirchenjahr des Kindes. Lesungen für den katholischen Religionsunterricht. Verlag Josef Bercker, Kevelaer 1928.